# 聚乙烯醇缩丁醛
聚乙烯醇縮丁醛（PVB）是一種常使用的支撐物，它具有強力的結合力、高光學清晰度、易黏於各種不同的表面、高韌性和高彈性的樹脂。它是從聚乙烯醇與丁醛反應製備。主要的應用是安全夾層玻璃，汽車擋風玻璃。 PVB薄膜為商號包括GlasNovations，Butacite，Saflex產品，S-LEC，Trosifol, KB PVB, Winlite。

## 應用

### 汽車和建築
夾層玻璃，常用在汽車和建築領域中，包括一層保護間，通常是聚乙烯醇縮丁醛的兩個面板之間的接合。在高熱和壓力下發生接合過程。在這些條件下層壓時，PVB結合在一起，當結合時其光學透明度會非常的高。一旦密封在一起，玻璃的“三明治”（即層壓板），看起來就會像是一片普通的玻璃。聚合物在PVB中是高堅韌和高韌性的，因此脆性裂紋不會通過從一側的層疊體穿透到他層。

### 顏色
PVB中間膜可以添加彩色的色片，如藍色或綠色貼在許多汽車擋風玻璃的頂部邊緣。也可以在建築玻璃中添加不同建築夾層玻璃的PVB夾層顏色。

### 太陽能電池組件
PVB製造商的光伏薄膜太陽能電池組件現已獲得廣泛認可。玻璃薄膜的沉積和圖案化技術的使用可在PVB和玻璃的第二片材（被稱為背版玻璃）間形成的光生伏打電路。這種三明治式的層疊封裝電路，可完整的保護電路不受環境所影響。電流從附著於背面玻璃中的孔之內的模塊中提取，再通過一個密封的接線盒。太陽能行業中使用的另一種常見的層壓材料是乙烯 - 乙酸乙烯酯（EVA）。

### 非薄膜應用
PVB樹脂還有一系列的應用，包括陶瓷技術臨時粘合劑、油墨、染料轉印色帶油墨、油漆和塗料（包括洗底漆）、反射片的粘合劑和PVB樹脂（粉末狀或顆粒狀的形式製造商提供）磁介質的粘合劑。 PVB樹脂在接合的金屬，陶瓷等無機物時是特別有用的。

## 特性
退火玻璃，熱強化的鋼化玻璃可用於生產夾層玻璃。如果有巨大的力量擊中玻璃，雖然夾層玻璃會因此而破裂，但其所產生的玻璃碎片往往會卡在的中間，而不會落下，所以不會造成人身的傷害。
在實際應用中，在中間層提供了3層疊玻璃板的有益性質：首先，力量會被分散在各層之間，從而提高了玻璃的耐衝擊性;第二，如果玻璃破碎將其留在層間;第三粘彈性，在衝擊和靜態負荷下塑性變形，中間層會吸收能量並且減少能量衝擊的威力至受影響的對象，例如：一名在車禍中的乘客。因此，夾層玻璃的好處包括安全性和保安性。

## 生產
PVB是一個80多年的老產品。 20世紀30年代末以來，它一直在主導夾層材料。這是目前生產和銷售的一些世界各地的公司，包括：積水（京都，日本）（溫徹斯特，肯德基）（“S-LEC”品牌PVB膜和粉末狀的PVB樹脂）。 杜邦（Wilmington，特拉華州，美國）（“Butacite”品牌PVB），諾（美國密蘇里州聖路易斯）（的Saflex-品牌PVB），可樂麗，歐洲公司（法蘭克福，德國）（“Trosifol”品牌PVB和“MOWITAL / Pioloform”粉狀PVB樹脂）,建滔化工集團有限公司（香港化工巨擘，品牌名為KB PVB)以及長春石油化學股份有限公司 (台灣化工公司，品牌名稱為"Winlite",同時為PVB樹脂生產商)。
夾層玻璃產品的是一個成熟但也相對停滯的市場。長年來只有做輕微的修改，30年前的PVB夾層和今天銷售的基本上是相同的。自1938年推出以來，一直佔據著全球市場的PVB中間膜由少數大型化工現在的研究方向多為使其降低製造成本，或使中間層更容易處理和夾層玻璃面板並讓它的缺陷率降低。

## 其它中間層材料
其它在使用中的中間層材料，包括聚氨酯如DURAFLEX牌製造的熱塑性聚氨酯膜，德國拜耳材料的勒沃庫森。如本文所用，術語“中間層”，是指任何現在已知的或在將來開發的夾層玻璃的製造材料。 PVB和熱塑性聚氨酯（TPU）明確地包含的定義範圍內的“中間層”。

## Weblinks
- PVB-datasheet (PDF; 75 kB)